# Gunther Schroff
Gunther Schroff (* 12. Dezember 1939 in Ittersbach; † 21. Juli 1999) war ein deutscher Unternehmer. In seiner Heimat im südlichen Landkreis von Karlsruhe baute er die heutige Schroff GmbH auf.

## Leben

### Aufbau der Schroff GmbH
Gunther Schroff schuf mit der 1962 gegründeten Schroff GmbH einen führenden internationalen Hersteller von Elektronikgehäusen, -einschüben und Schaltschränken. In 30-jähriger Aufbauarbeit wuchs die Schroff GmbH mit einem weltweiten Vertrieb und Fertigungsstätten in Frankreich, England, den USA und Japan zu einem starken mittelständischen Betrieb mit über 1200 Mitarbeitern heran. Um das weitere Wachstum zu sichern, entschloss sich die Familie Schroff im Jahre 1989 dem Unternehmen durch die Eingliederung in die Hoesch-Gruppe neue Perspektiven zu eröffnen.

### ROTRONIC und SECOMP
Mit der 1990 übernommenen Rotronic und dem neu gegründeten Handelshaus für Computertechnik und -zubehör SECOMP hat Gunther Schroff in den 1990er Jahren gemeinsam mit seiner Frau Ingrid Schroff eine neue, erfolgreich operierende Unternehmensgruppe geschaffen. Aus dieser Schaffensperiode wurde er im Alter von 59 Jahren durch den Tod herausgerissen. Sein unternehmerisches Erbe wird heute durch seine Ehefrau Ingrid und seine Kinder Susanne und Christian Schroff in der von ihm geschaffenen Tradition weitergeführt.

#### SECOMP
Die SECOMP GmbH wurde 1988 von Gunther Schroff zusammen mit einem Partner gegründet. Secomp handelt mit IT-Produkten in den Bereichen Netzwerktechnik und Computerhardware für den professionellen Endkunden. Mit ca. 80 Mitarbeitern wurde 2011 ein Umsatz von ca. 30 Millionen erreicht. Die Vertriebswege sind dabei neben dem Ladengeschäft in Ettlingen der Katalog- und Onlineversandhandel.

### Soziales Engagement
Gunther Schroff und seine Frau Ingrid Schroff interessierten sich neben ihrer unternehmerischen Tätigkeit auch für gesellschaftliche Anliegen. So wurden 1984, anlässlich des 25-Jahr-Jubiläums ihrer Unternehmensgruppe, die Schroff-Stiftungen ins Leben gerufen. Ihr erklärtes Ziel war es und ist es noch heute, den unternehmerischen Erfolg für gesellschaftlich wichtige Belange einzusetzen. Die Stiftung für soziale Zwecke engagiert sich in der Förderung und Unterstützung von Bildung und Erziehung, in der Kunst und Kultur aber auch dem Gebiet des Umwelt-, Landschafts- und Denkmalschutzes. Die Stiftung ist besonders stark in Trivandrum, Südindien tätig.

### Wissenschaftliches Engagement
Gunther Schroff hat sich weiter sehr stark für den Technologietransfer eingesetzt, so engagierte er sich einerseits bei der Gründung und dem Aufbau des FZI Forschungszentrum Informatik als An-Institut der Universität Karlsruhe und schuf andererseits eine Stiftung für wissenschaftliche Zwecke, insbesondere auch mit dem Ziel, innovative Lehrgebiete durch Stiftungsprofessuren zu fördern.

## Auszeichnungen
- 1987 erhielt das Ehepaar Schroff die Wirtschaftsmedaille des Landes Baden-Württemberg
- 1989 Ehrensenator der Universität Karlsruhe[6]
- Bundesverdienstkreuz